# Compressió d'àudio
Nota: la compressió de dades d'àudio, que és la reducció del número de la taxa de bits dels senyals digitals d'àudio, no ha de ser confosa amb compressió de rang dinàmic de senyals.
La compressió d'àudio és una forma de compressió de dades, específicament en la reducció de la grandària dels arxius d'àudio. Els algorismes de compressió d'àudio normalment són dits còdecs d'àudio. Existeixen dos tipus de compressió, basats en algorisme de compressió sense pèrdua o algorisme de compressió amb pèrdua.